# Championnats nationaux canadiens de contre-la-montre

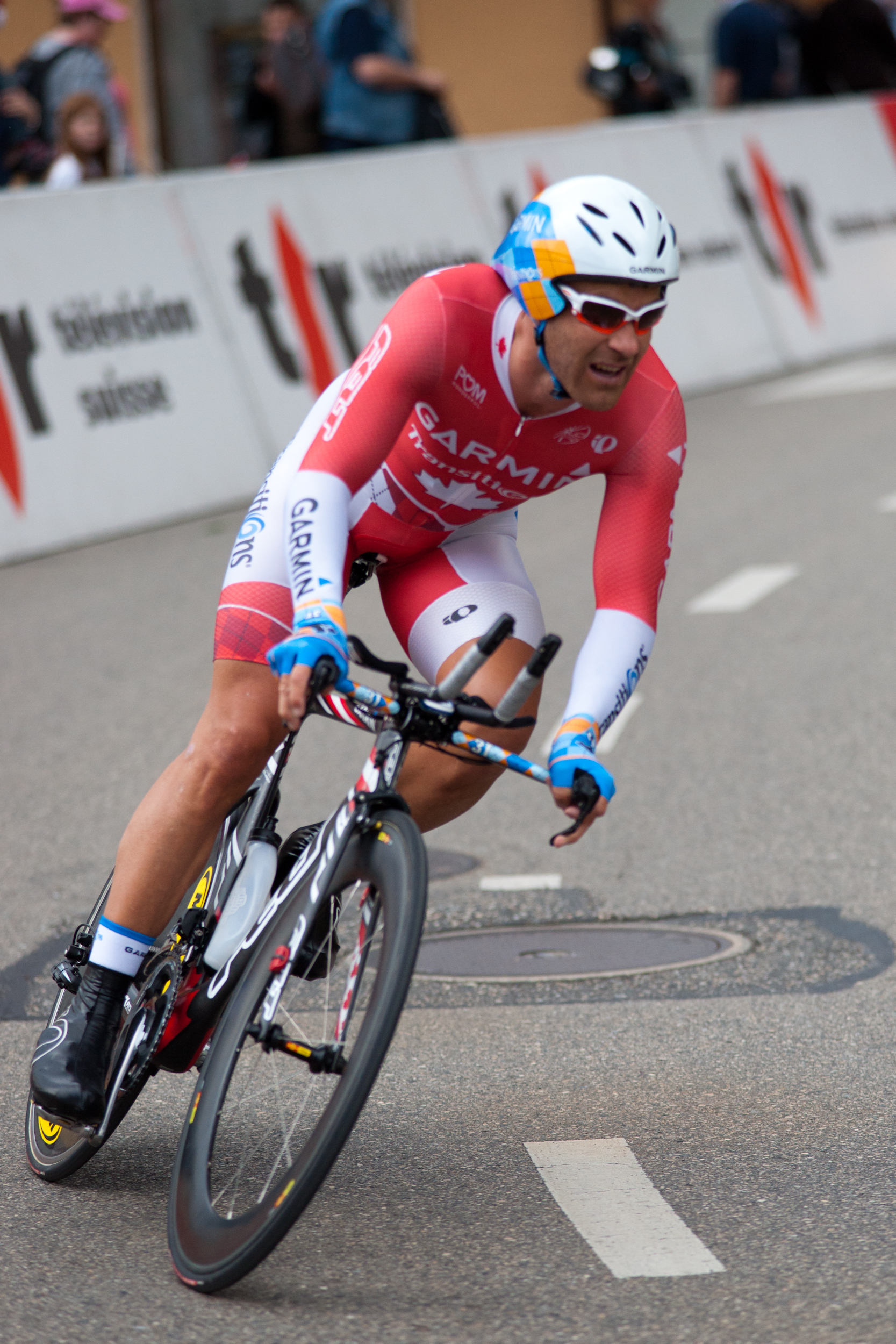
Svein Tuff

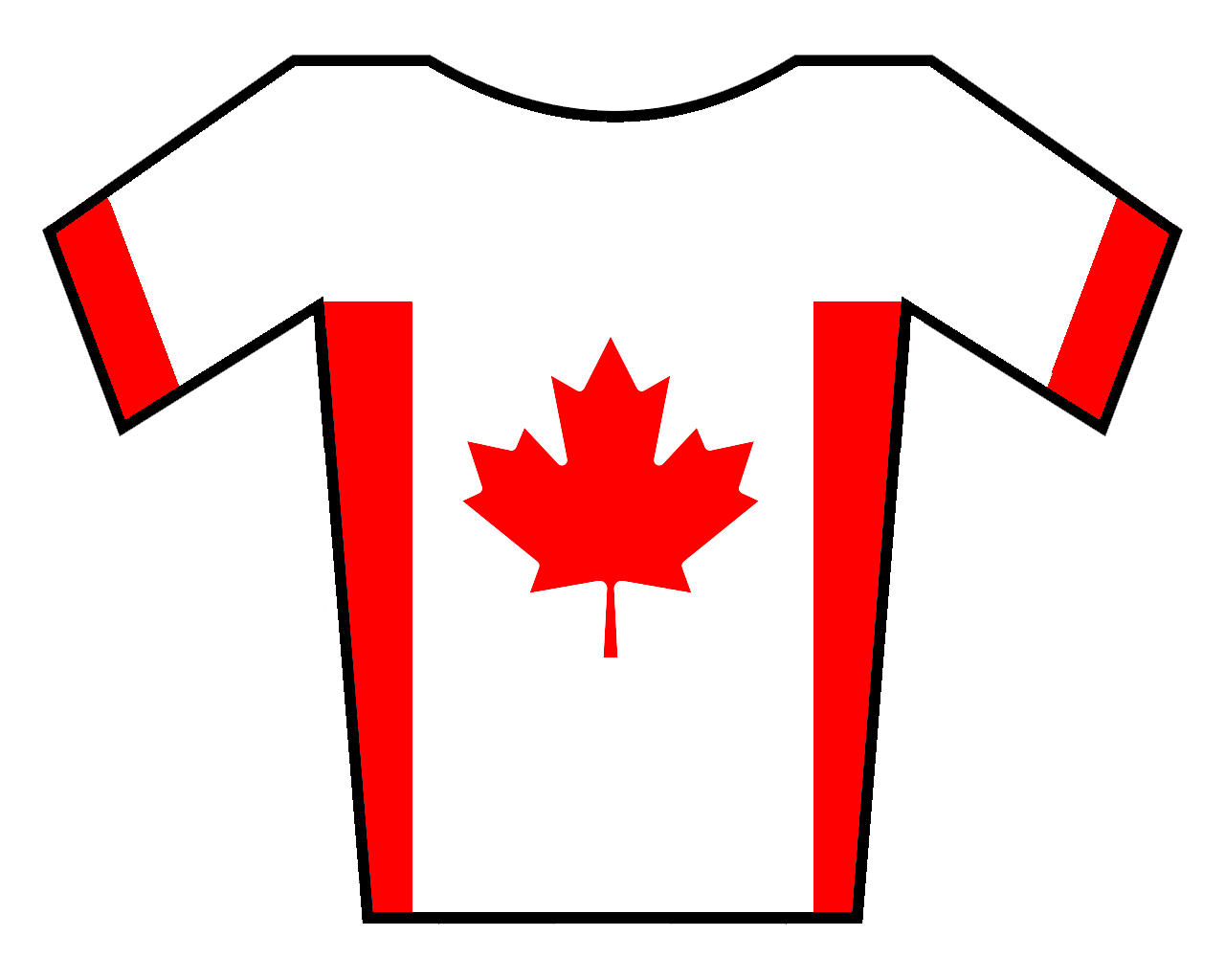
Le maillot du champion

Organisé par Cyclisme Canada, le Championnat canadien nationaux de contre-la-montre est une course de cyclisme sur route qui se déroule dans le cadre du Championnat canadien de cyclisme et qui désigne le meilleur cycliste de ce type. Svein Tuft est le détenteur du record canadien  pour le plus grand nombre de victoires sur cette épreuve, avec 11 victoires. Le record féminin est détenu par Clara Hughes, avec 5 titres nationaux.
Les champions en titre actuel sont Michael Leonard et Olivia Baril.

## Hommes

### Élite
| Année | Or                                     | Argent                                 | Bronze                                 |
| 1995  | Roland Green                           |                                        |                                        |
| 1997  | Eric Wohlberg                          | Brian Walton                           | Jacques Landry                         |
| 1998  | Eric Wohlberg                          | Brian Walton                           | Jacques Landry                         |
| 1999  | Eric Wohlberg                          | Brian Walton                           | Peter Wedge                            |
| 2000  | Eric Wohlberg                          | Andrew Randell                         | Min Van Velzen                         |
| 2001  | Eric Wohlberg                          | Svein Tuft                             | Roland Green                           |
| 2002  | Eric Wohlberg                          | Alexandre Cloutier                     | Svein Tuft                             |
| 2003  | Eric Wohlberg                          | Svein Tuft                             | Jean-François Laroche                  |
| 2004  | Svein Tuft                             | Eric Wohlberg                          | Darko Ficko                            |
| 2005  | Svein Tuft                             | Eric Wohlberg                          | Ryder Hesjedal                         |
| 2006  | Svein Tuft                             | Ryder Hesjedal                         | Eric Wohlberg                          |
| 2007  | Ryder Hesjedal                         | Svein Tuft                             | Zachary Bell                           |
| 2008  | Svein Tuft                             | Ryan Roth                              | Zachary Bell                           |
| 2009  | Svein Tuft                             | Christian Meier                        | Zachary Bell                           |
| 2010  | Svein Tuft                             | Zachary Bell                           | Ryan Roth                              |
| 2011  | Svein Tuft                             | Christian Meier                        | David Veilleux                         |
| 2012  | Svein Tuft                             | Christian Meier                        | Aaron Fillion                          |
| 2013  | Curtis Dearden                         | Christian Meier                        | Zachary Bell                           |
| 2014  | Svein Tuft                             | Hugo Houle                             | Ryan Roth                              |
| 2015  | Hugo Houle                             | Ryan Roth                              | Christian Meier                        |
| 2016  | Ryan Roth                              | Alexander Cataford                     | Svein Tuft                             |
| 2017  | Svein Tuft                             | Nigel Ellsay                           | Rob Britton                            |
| 2018  | Svein Tuft                             | Rob Britton                            | Alexander Cataford                     |
| 2019  | Rob Britton                            | Svein Tuft                             | Adam Roberge                           |
| 2020  | Non tenue du à la pandémie du COVID-19 | Non tenue du à la pandémie du COVID-19 | Non tenue du à la pandémie du COVID-19 |
| 2021  | Hugo Houle                             | Alec Cowan                             | Derek Gee                              |
| 2022  | Derek Gee                              | Matteo Dal-Cin                         | Pier-André Côté                        |
| 2023  | Derek Gee                              | Nickolas Zukowsky                      | Matteo Dal-Cin                         |
| 2024  | Pier-André Côté                        | Carson Miles                           | Edward Ouellet                         |
| 2025  | Michael Leonard                        | Derek Gee                              | Pier-André Côté                        |

### U23
| Année | Or                                     | Argent                                 | Bronze                                 |
| 1997  | Guillaume Belzile                      | Mark Walters                           | Andrew Randell                         |
| 1998  | Pascal Chouqette                       | Matthew Hansen                         | Alexandre Bernard                      |
| 1999  | Charles Dionne                         | Jonathan Tremblay                      | Martin St-Laurent                      |
| 2000  | Pascal Choquette                       | Charles Dionne                         | Nat Faulkner                           |
| 2001  | Charles Dionne                         | Francois Parisien                      | Martin Gilbert                         |
| 2002  | Ryder Hesjedal                         |                                        |                                        |
| 2003  | Dominique Rollin                       | Chris Isaac                            | Martin Gilbert                         |
| 2004  | Dominique Rollin                       | Zachary Bell                           | Jeff Sherstobitoff                     |
| 2005  | Christian Meier                        | Ryan Roth                              | Bradley Fairall                        |
| 2006  | David Veilleux                         | Christian Meier                        | Ryan Morris                            |
| 2007  | David Veilleux                         | Christian Meier                        | Bradley Fairall                        |
| 2008  | David Veilleux                         | Bryson Bowers                          | Garrett McLeod                         |
| 2009  | David Veilleux                         | Ryan Anderson                          | Cody Campbell                          |
| 2010  | Hugo Houle                             | Guillaume Boivin                       | Jordan Cheyne                          |
| 2011  | Hugo Houle                             | Rémi Pelletier-Roy                     | Matteo Dal-Cin                         |
| 2012  | Hugo Houle                             | David Boily                            | Rémi Pelletier-Roy                     |
| 2013  | Alexander Cataford                     | Antoine Duchesne                       | Matteo Dal-Cin                         |
| 2014  | Kris Dahl                              | Nigel Ellsay                           | Peter Disera                           |
| 2015  | Alexander Cataford                     | Adam de Vos                            | Emile Jean                             |
| 2016  | Alec Cowan                             | Jack Burke                             | Adam Roberge                           |
| 2017  | Adam Roberge                           | Nickolas Zukowsky                      | Alec Cowan                             |
| 2018  | Adam Roberge                           | Nickolas Zukowsky                      | Adam Jamieson                          |
| 2019  | Adam Roberge                           | Derek Gee                              | Nickolas Zukowsky                      |
| 2020  | Non tenue du à la pandémie du COVID-19 | Non tenue du à la pandémie du COVID-19 | Non tenue du à la pandémie du COVID-19 |
| 2021  | Tristan Jussaume                       | Ethan Sittlington                      | Carson Miles                           |
| 2022  | Tristan Jussaume                       | Francis Juneau                         | Thomas Nadeau                          |
| 2023  | Michael Leonard                        | Tristan Jussaume                       | Jonas Walton                           |
| 2024  | Jonas Walton                           | Michael Leonard                        | Campbell Parrish                       |
| 2025  | Carson Mattern                         | Jonas Walton                           | Campbell Parrish                       |

### Élite
| Année | Or                                     | Argent                                 | Bronze                                 |
| 1995  | Clara Hughes                           | Sue Palmer-Komar                       | Jennifer Morwen-Smith                  |
| 1996  | Linda Jackson                          | Anne Samplonius                        | Jennifer Morwen-Smith                  |
| 1997  | Linda Jackson                          | Annie Gariepy                          | Lyne Bessette                          |
| 1998  | Linda Jackson                          | Anne Samplonius                        | Andrea Hannos                          |
| 1999  | Clara Hughes                           | Anne Samplonius                        | Lyne Bessette                          |
| 2000  | Clara Hughes                           | Geneviève Jeanson                      | Leah Goldstein                         |
| 2001  | Lyne Bessette                          | Geneviève Jeanson                      | Leah Goldstein                         |
| 2002  | Geneviève Jeanson                      | Leah Goldstein                         | Lyne Bessette                          |
| 2003  | Lyne Bessette                          | Geneviève Jeanson                      | Manon Jutras                           |
| 2004  | Sue Palmer-Komar                       | Lyne Bessette                          | Merrill Collins                        |
| 2005  | Sue Palmer-Komar                       | Geneviève Jeanson                      | Felicia Gómez                          |
| 2006  | Alex Wrubleski                         | Anne Samplonius                        | Jessica Spence                         |
| 2007  | Anne Samplonius                        | Lyne Bessette                          | Leigh Hobson                           |
| 2008  | Anne Samplonius                        | Julie Beveridge                        | Alex Wrubleski                         |
| 2009  | Tara Whitten                           | Anne Samplonius                        | Laura Brown                            |
| 2010  | Julie Beveridge                        | Anne Samplonius                        | Tara Whitten                           |
| 2011  | Clara Hughes                           | Tara Whitten                           | Rhae-Christie Shaw                     |
| 2012  | Clara Hughes                           | Rhae-Christie Shaw                     | Julie Beveridge                        |
| 2013  | Joëlle Numainville                     | Anika Todd                             | Jasmin Glaesser                        |
| 2014  | Leah Kirchmann                         | Jasmin Glaesser                        | Anika Todd                             |
| 2015  | Karol-Ann Canuel                       | Jasmin Glaesser                        | Leah Kirchmann                         |
| 2016  | Tara Whitten                           | Karol-Ann Canuel                       | Joëlle Numainville                     |
| 2017  | Karol-Ann Canuel                       | Leah Kirchmann                         | Sara Poidevin                          |
| 2018  | Leah Kirchmann                         | Karol-Ann Canuel                       | Kirsti Lay-Giroux                      |
| 2019  | Leah Kirchmann                         | Karol-Ann Canuel                       | Marie-Soleil Blais                     |
| 2020  | Non tenue du à la pandémie du COVID-19 | Non tenue du à la pandémie du COVID-19 | Non tenue du à la pandémie du COVID-19 |
| 2021  | Alison Jackson                         | Marie-Soleil Blais                     | Gillian Ellsay                         |
| 2022  | Paula Findlay                          | Marie-Soleil Blais                     | Leah Kirchmann                         |
| 2023  | Paula Findlay                          | Olivia Baril                           | Jenna Nestman                          |
| 2024  | Paula Findlay                          | Olivia Baril                           | Sarah Van Dam                          |
| 2025  | Olivia Baril                           | Julie Lacourciere                      | Nadia Gontova                          |